# Elise Brunner

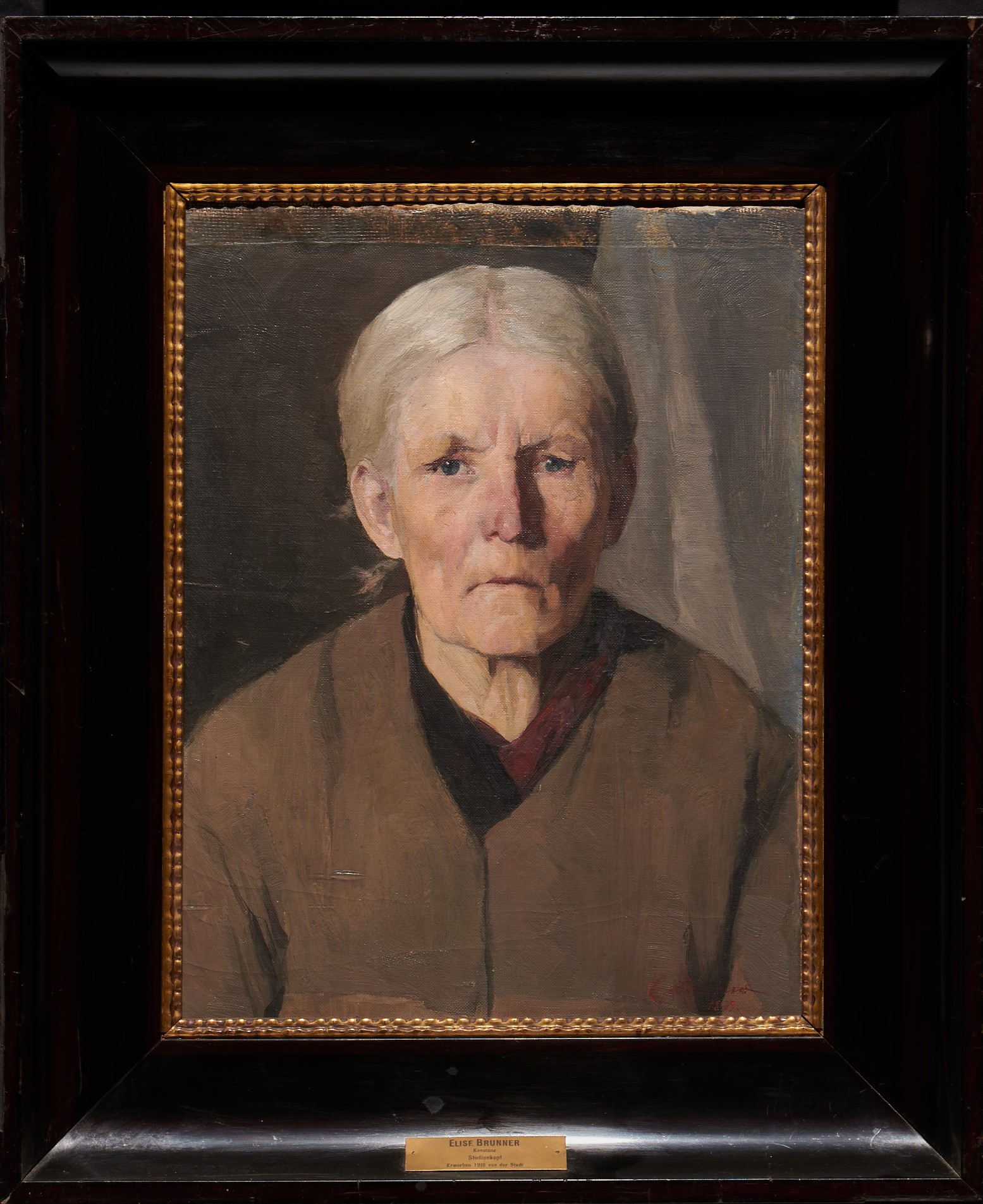
Elise Brunner: ohne Titel (En face Brustbild einer alten Frau), 1889

Elise Brunner (* 15. August 1851 in Kreuzlingen; † 12. Februar 1932 in Konstanz) war eine deutsche Malerin und Grafikerin.

## Leben
Elise Brunner wurde am 15. August 1851 in Kreuzlingen geboren. Sie zeigte schon früh Interesse an der Malerei und sammelte als junge Frau bei dem aus Heidelberg stammenden Landschaftsmaler Bernhard Fries erste künstlerische Erfahrungen. Der Einfluss dieses Lehrers sollte für ihr späteres Schaffen richtungsweisend werden. Mit einem Privatstudium der Porträtmalerei bei Ernst Hildebrand in Karlsruhe erweiterte sie ihre Kenntnisse. Zahlreiche Studienreisen bereicherten die Ausdrucksvielfalt der Malerin, die dem Bodensee jedoch verbunden blieb, dessen Landschaft ihr bevorzugtes Sujet war. 1889 quartierte sie sich im Gasthof „Adler“ in Ermatingen ein, eine bei Künstlern beliebte Unterkunft. Am 12. Februar 1932 starb Elise Brunner, die unverheiratet blieb, nach langer Krankheit im Alter von 80 Jahren.

## Kunsthistorische Würdigung

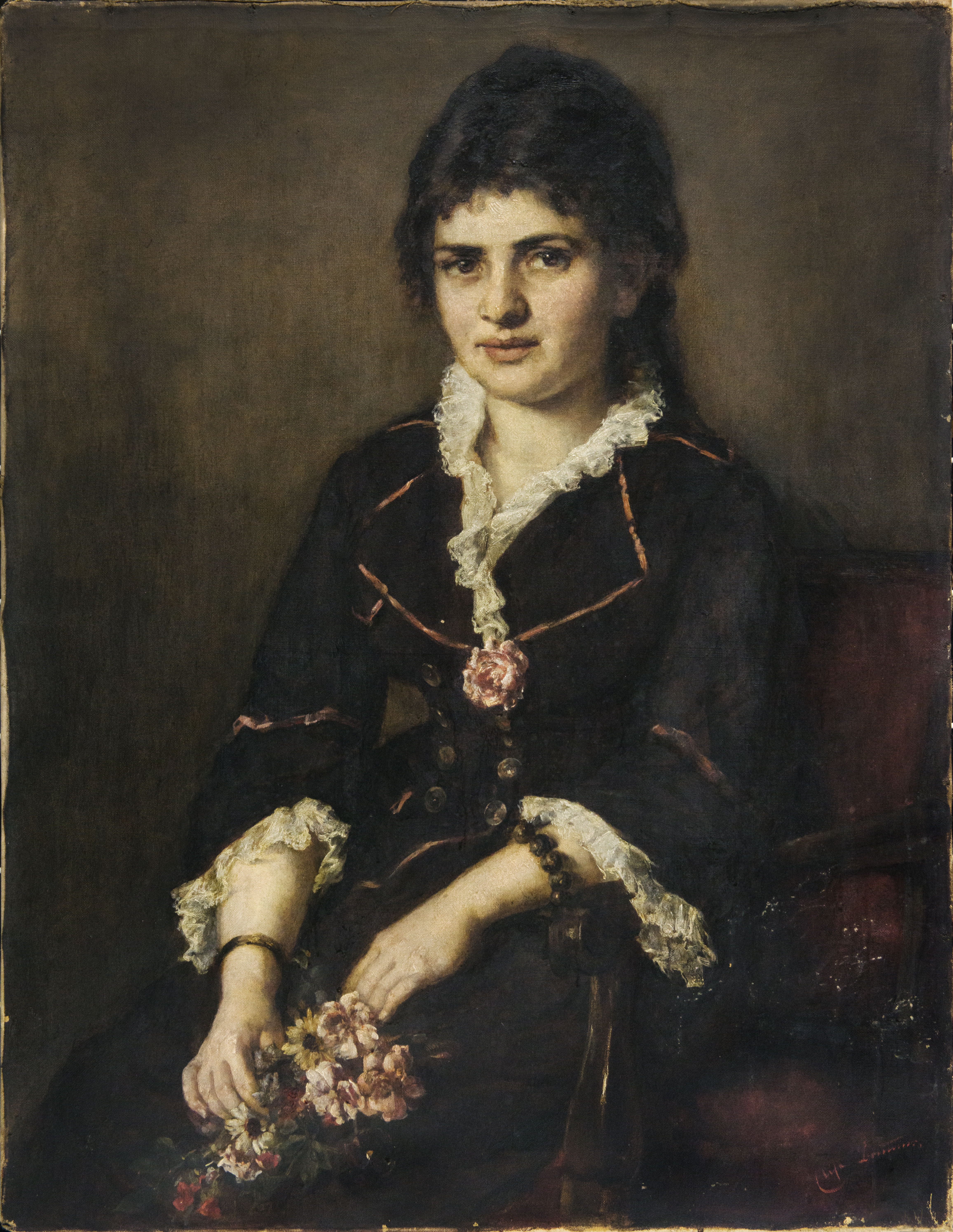
Elise Brunner: Bildnis Emilie Amann (Konstanz), 1881

Elise Brunners malerische Anfänge waren von dem weichen und stimmungsvollen Stil ihres ersten Lehrers Bernhard Fries bestimmt. Nach dem Privatunterricht bei Ernst Hildebrand gewann ihre Malerei an Klarheit; ihre Bildnisse zeigen eine lebhafte Art der Modellierung und präzises Erfassen des Dargestellten.

## Œuvre (Auswahl)
- Studienkopf eines jungen Mädchens, 1884, Öl auf Leinwand, 48 × 37 cm, Städtische Wessenberg-Galerie Konstanz.
- o. T. (En face Brustbild einer alten Frau), 1889, Öl auf Leinwand, 53 × 41 cm, Städtische Wessenberg-Galerie Konstanz.
- Bildnis Frau Leiner (Thekla Leiner, geb. Baur 23.9.1833 – 20.7.1896), 1894, Malerei, 71,8 × 64,5 cm, Rosgartenmuseum Konstanz.
- Bildnis Emilie Amann (Konstanz), 1881, Öl auf Leinwand, 89,4 × 69,8 × 2,8 cm, Rosgartenmuseum Konstanz.
- Zweiteiliger Paravent, um 1890, Holz und Ripstoff bemalt, 143 × 78 × 27,5 cm, Rosgartenmuseum Konstanz.
- Überlingen, Heidenhöhlen von Südosten, 1895, Öl auf Leinwand, 31,3 × 23,3 cm, Rosgartenmuseum Konstanz.
- Überlingen, Heidenhöhlen in Nahsicht, 1894, Öl auf Leinwand, 31 × 23 cm, Rosgartenmuseum Konstanz.
- Schloss in Flusslandschaft, 19. Jh., Aquarell auf braun grundiertem gelblichem Papier, 165 × 224 cm, Rosgartenmuseum Konstanz.
- Bauernhaus am Fluss, 19. Jh., Aquarell, o.G., Rosgartenmuseum Konstanz.
- Weitere Bilder (ohne Abbildungsnachweis ausgestellt und zum Verkauf angeboten um 1885 und 1887): Kinderportrait, o. J.; Rothkäppchen, o. J.; Parthie bei Konstanz, o. J.; Klaus am Bodensee b. Konstanz, o. J.

## Ausstellungen
Elise Brunner nahm zeit ihres künstlerischen Schaffens an Ausstellungen und Kulturveranstaltungen im Bodenseeraum teil. Unter anderem stellte sie im Rahmen der 1885 und 1878 in Konstanz stattfindenden Schweizerischen Kunst-Ausstellung aus. Die Schweizerischen Kunstausstellungen fanden als sich wiederholende Veranstaltungen über einen längeren Zeitraum statt. Daran beteiligt waren auch die Konstanzer Künstlerinnen Berta Dietsche und Amalie Vanotti, die beide sowohl in Konstanz als auch in Winterthur ausstellten. Zeit ihres Lebens engagierten sich die drei Künstlerinnen über mehrere Jahrzehnte in unterschiedlichen Ausstellungen des Schweizerischen Kunstvereins.
Zwischen dem 9. Mai und dem 30. August 2020 war das Werk Elise Brunners im Rahmen der Ausstellung Beruf: Künstlerin! Zehn deutsche Malerinnen am Bodensee in der Städtischen Wessenberg-Galerie Konstanz zu sehen.

## Rezeption
Obwohl Elise Brunner zu Lebzeiten auf mehreren Ausstellungen vertreten war und ihr Œuvre von den Zeitgenossen rezipiert wurde, geriet sie nach ihrem Tod in Vergessenheit. Aufgrund ihrer Bekanntheit erschien in der Konstanzer Zeitung 1932 ein Nachruf, der noch einmal ihre Relevanz als Kulturschaffende ihrer Zeit hervorhebt.
Im Gedenken an die Künstlerin hält die Konstanzer Zeitung nach ihrem Tod fest:
„Später, in der Schule Hildebrandts in Karlsruhe, studierte sie Porträtmalerei und gewann unter diesem tüchtigen Lehrer viel an Klarheit der Farbe und lebendiger Modellierung, so daß ihre später zahlreichen Bildnisse fast alle eine männliche Kraft der Auffassung und des Vortrags zeigen.“